# Ashopton
Ashopton était un petit village du Derbyshire, en Angleterre, dans la vallée de la rivière Ashop. La population du village était inférieure à 100 personnes. Au début des années 1940, le village (avec celui de Derwent (en)) fut démoli pour faire place au remplissage du réservoir Ladybower.

## Histoire
Le village relevait de la paroisse de Derwent. En 1829, Stephen Glover écrivait que le village accueillait une foire de la laine le 29 juillet ; il s'agissait selon lui d'une tradition qui se poursuivait chaque année le dernier mercredi de juillet.
Le village était situé près de l'endroit où la Derwent Valley rejoint la Snake Valley (route de l'actuelle A57 Snake Pass jusqu'à Glossop ). Il reste plusieurs témoignages du village. L'un tient au nom du viaduc d'Ashopton qu'emprunte l'A57 à travers l'embouchure de la vallée de Derwent. La partie principale du village était immédiatement au sud du viaduc. On trouve aussi des noms de lieux tels Ashopton Sawmill et Ashopton Cottage. Contrairement aux vestiges du village de Derwent, qui peuvent devenir visibles lorsque le niveau de l'eau baisse suffisamment, ceux d'Ashopton ne réapparaissent pas car le limon recouvre les restes des bâtiments détruits.
Un élément clé du village était la chapelle méthodiste, construite en 1840. Le dernier office eut lieu à la chapelle le 25 septembre 1939. Le dernier hymne chanté était "The Day's Dying in the West". La chapelle fut finalement démolie, ainsi que les bâtiments restants du village, en 1943.

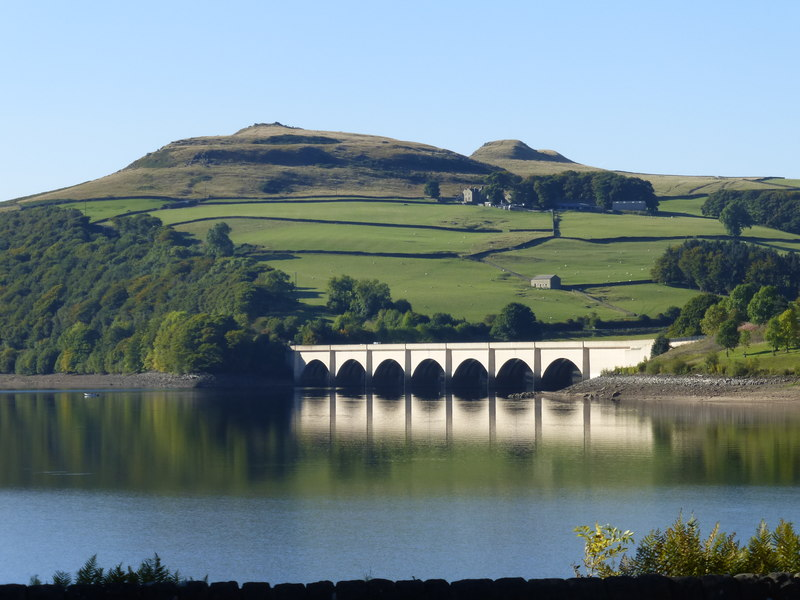
Vue du réservoir Ladybower en 2015.

Le musée de la vallée de Derwent, situé sur le barrage du réservoir de Derwent est géré en privé par Vic Hallam, il retrace l'histoire de la vallée de Derwent, Derwent et Ashopton ainsi que l'histoire de l'escadron 617 de la RAF et son entraînement pour l'opération Chastise pendant la Seconde Guerre mondiale.